# Cyclocephala crassa
Cyclocephala crassa är en skalbaggsart som beskrevs av S. Endrödi 1967. Cyclocephala crassa ingår i släktet Cyclocephala och familjen Dynastidae. Inga underarter finns listade i Catalogue of Life.